# Amegilla insularis
Amegilla insularis es una especie de abeja excavadora perteneciente al género Amegilla, categorizada en la tribu Anthophorini, de la subfamilia Apinae. Fue descrita científicamente por el entomólogo inglés Frederick Smith en 1857.
Se hospeda en diversidad de géneros y especies de plantas de la familia Melastomataceae, entre ellas, Melastoma malabathricum.

## Distribución
La especie se distribuye por Mauricio, Birmania, Malasia, Brunéi e isla de Navidad en Australia.